# Kajakarstwo na Letnich Igrzyskach Olimpijskich 2016 – C-1 1000 m mężczyzn
C-1 1000 metrów mężczyzn to jedna z konkurencji w kajakarstwie klasycznym rozgrywanych podczas Letnich Igrzysk Olimpijskich 2016. Kajakarze rywalizowali między 15 a 16 sierpnia na torze Lagoa Rodrigo de Freitas.

## Terminarz
Wszystkie godziny są podane w czasie brazylijskim (UTC-03:00)
| Data             | Godzina |            |
| ---------------- | ------- | ---------- |
| 15 sierpnia 2016 | 8:00    | Eliminacje |
| 15 sierpnia 2016 | 10:30   | Półfinały  |
| 16 sierpnia 2016 | 9:00    | Finały     |

## Wyniki

### Eliminacje
Zwycięzcy poszczególnych wyścigów eliminacyjnych awansowali bezpośrednio do finału A. Pozostali zawodnicy kwalifikowali się do półfinałów.
Bieg 1
| Pozycja | Zawodnik          | Czas     | Uwagi |
| ------- | ----------------- | -------- | ----- |
| 1       | Sebastian Brendel | 3:58.044 | FA    |
| 2       | Tomasz Kaczor     | 3:59.928 |       |
| 3       | Henrik Vasbányai  | 4:01.953 |       |
| 4       | Dagnis Iljins     | 4:11.766 |       |
| 5       | Vincent Farkas    | 4:12.295 |       |
| 6       | Martin Marinov    | 4:33.166 |       |
| 7       | Mussa Chamaune    | 5:00.454 |       |

Bieg 2
| Pozycja | Zawodnik                 | Czas     | Uwagi |
| ------- | ------------------------ | -------- | ----- |
| 1       | Isaquias Queiroz         | 3:59.615 | FA    |
| 2       | Martin Fuksa             | 4:01.492 |       |
| 3       | Ilja Sztokałow           | 4:02,626 |       |
| 4       | Carlo Tacchini           | 4:04,697 |       |
| 5       | Adrien Bart              | 4:10,043 |       |
| 6       | Buly Da Conceição Triste | 4:54,516 |       |

Bieg 3
| Pozycja | Zawodnik           | Czas     | Uwagi |
| ------- | ------------------ | -------- | ----- |
| 1       | Serghei Tarnovschi | 4:05.193 | FA    |
| 2       | Herasym Koczniew   | 4:08,127 |       |
| 3       | Mark Oldershaw     | 4:13.600 |       |
| 4       | Pawło Ałtuchow     | 4:19.361 |       |
| 5       | Angeł Kodinow      | 4:27.904 |       |
| 6       | Timur Chadarow     | 5:30.030 |       |

## Półfinały
Dwóch najszybszych kajakarzy z każdego półfinału oraz jeden z najlepszym czasem awansował do finału. Następnych czterech z każdego póółfinału awansowało do finału B.
Półfinał 1
| Pozycja | Zawodnik         | Czas     | Uwagi |
| ------- | ---------------- | -------- | ----- |
| 1       | Ilja Sztokałow   | 3:58.259 | FA    |
| 2       | Pawło Ałtuchow   | 3:58.574 | FA    |
| 3       | Herasym Koczniew | 3:59.489 | FA    |
| 4       | Tomasz Kaczor    | 3:59.836 | FB    |
| 5       | Adrien Bart      | 4:08.593 | FB    |
| 6       | Dagnis Iljins    | 4:20.181 | FB    |
| 7       | Martin Marinov   | 4:24.273 | FB    |
| 8       | Timur Chadarow   | 5:33.919 |       |

Półfinał 2
| Pozycja | Zawodnik                 | Czas     | Uwagi |
| ------- | ------------------------ | -------- | ----- |
| 1       | Martin Fuksa             | 4:01.793 | FA    |
| 2       | Carlo Tacchini           | 4:02.461 | FA    |
| 3       | Henrik Vasbányai         | 4:03.113 | FB    |
| 4       | Mark Oldershaw           | 4:03.493 | FB    |
| 5       | Vincent Farkas           | 4:19.084 | FB    |
| 6       | Andeł Kodinow            | 4:30.574 | FB    |
| 7       | Buly Da Conceição Triste | 4:46.396 |       |
| 8       | Mussa Chamaune           |          |       |

## Finały

### Finał B
| Pozycja | Zawodnik         | Czas     | Uwagi |
| ------- | ---------------- | -------- | ----- |
| 1       | Tomasz Kaczor    | 3:59.350 |       |
| 2       | Adrien Bart      | 4:00.911 |       |
| 3       | Vincent Farkas   | 4:04.013 |       |
| 4       | Mark Oldershaw   | 4:06.972 |       |
| 5       | Dagnis Iljins    | 4:10.084 |       |
| 6       | Angeł Kodinow    | 4:10.102 |       |
| 7       | Martin Marinov   | 4:15524  |       |
|         | Henrik Vasbányai | DSQ      |       |

### Finał A
| Pozycja | Zawodnik           | Czas     | Uwagi |
| ------- | ------------------ | -------- | ----- |
| złoto   | Sebastian Brendel  | 3:56.926 |       |
| srebro  | Isaquias Queiroz   | 3:58.529 |       |
| brąz    | Ilja Sztokałow     | 4:00.963 |       |
| 4       | Pawło Ałtuchow     | 4:01.587 |       |
| 5       | Martin Fuksa       | 4:03.322 |       |
| 6       | Herasym Koczniew   | 4:04.205 |       |
| 7       | Carlo Tacchini     | 4:15.368 |       |
|         | Serghei Tarnovschi | 4:00,852 | DSQ   |